# CV-415
La CV-415 es una carretera local de la Comunidad Valenciana, comunica Silla con Alborache, siendo uno de los de los principales ejes secundarios de la provincia de Valencia que comunica el interior de la provincia con la zona litoral 

## Nomenclatura
La CV-415 es una carretera local que pertenece a la Diputación Provincial de Valencia, es una carretera que conecta las poblaciones de Silla y Alborache.Su nombre viene de la CV (que indica que es una carretera autonómica de la Comunidad Valenciana) y el 415, es el número que recibe dicha carretera, según el orden de nomenclaturas de las carreteras secundarias de la Comunidad Valenciana.

## Historia
La CV-415 sustituyó a las carreteras provinciales  VP-3035  y  VP-3065  que tenían el mismo trazado que ahora.

## Trazado Actual
La CV-415 inicia su recorrido como carretera convencional en Silla en la Avenida de Alboraig en el enlace con el primitivo tazado de la  N-340  y recorre los términos municipales de esta población, Alcácer, Picasent, Turis y Alborache finalizando su recorrido en esta última población enlazando con la  CV-425  que une la  A-3  con la  N-330 .
- Datos: Q5737640